# Катастрофа de Havilland Comet під Неаполем
Катастрофа de Havilland Comet під Неаполем — авіаційна катастрофа, що сталася у четвер 8 квітня 1954 року. Пасажирський авіалайнер De Havilland DH-106 Comet 1 (Comet 1) британської авіакомпанії British Overseas Airways Corporation (BOAC) виконував плановий міжконтинентальний рейс SA201 для південноафриканської авіакомпанії South African Airways (SAA) за маршрутом Лондон — Рим — Каїр — Йоганнесбург, але через 38 хвилин вильоту з римського аеропорту Чіампіно на висоті 10 700 метрів зазнав вибухової декомпресії, внаслідок чого зруйнувався в повітрі і впав у Середземне море на південь від Неаполя. Загинули всі 21 людина, що перебували на його борту (14 пасажирів і 7 членів екіпажу).
Катастрофа рейсу SA201 відбулася всього через два тижні після відновлення польотів літаків цього типу, раніше перерваних у зв'язку з катастрофою аналогічного лайнера (рейсу BA781), що відбулася 10 січня біля острова Ельба. Дві схожі катастрофи, що відбулися за короткий проміжок часу, привели до рішення припинити польоти літака Comet 1 до з'ясування причин, що згубно позначилося на репутації цих реактивних авіалайнерів.